# Première circonscription de Mayotte
Pour les articles homonymes, voir Mayotte (homonymie).
La première circonscription de Mayotte est l'une des deux circonscriptions législatives française de l’île de Mayotte.

## Description géographique et démographique

### Situation

Carte de la première circonscription de l’île de Mayotte.

La première circonscription de Mayotte a d'abord été délimitée par le découpage électoral de la loi n°86-1197 du 24 novembre 1986
, et regroupait les divisions administratives suivantes :  Acoua, Bandraboua, Bandrélé, Bouéni, Chiconi, Chirongui, Dembéni, Dzaoudzi, Koungou, Mamoudzou-I, Mamoudzou-II, Mamoudzou-III, Mtsamboro, M'tsangamouji, Kani-Kéli, Ouangani, Pamandzi, Sada et Tsingoni.
Depuis l'ordonnance n° 2009-935 du 29 juillet 2009, ratifiée par le Parlement français le 21 janvier 2010, elle regroupe les divisions administratives suivantes : cantons de Acoua, Bandraboua, Dzaoudzi, Koungou, Mamoudzou-I, Mamoudzou-II, Mtsamboro et Pamandzi.
Lors du recensement général de la population en 2002, réalisé par l'Institut national de la statistique et des études économiques (INSEE), la population totale de cette circonscription était estimée à 160 265 habitants,.

## Historique des députations
| Législature | Début de mandat | Fin de mandat  | Député              | Parti politique | Observations |
| ----------- | --------------- | -------------- | ------------------- | --------------- | --- |
| Ve          | 13 mars 1977    | 2 avril 1978   | Younoussa Bamana    | UDF             | Après le changement de statut de la Collectivité de Mayotte, une élection partielle est organisée pour désigner le premier député.                             |
| VIe         | 3 avril 1978    | 22 mai 1981    | Younoussa Bamana    | UDF             | Mandat écourté à la suite d'une dissolution parlementaire décidée par François Mitterrand.                                                                     |
| VIIe        | 2 juillet 1981  | 1er avril 1986 | Jean-François Hory  | MRG             | |
| VIIIe       | 2 avril 1986    | 14 mai 1988    | Henry Jean-Baptiste | UDF             | Proportionnelle par département, pas de député par circonscription. Mandat écourté à la suite d'une dissolution parlementaire décidée par François Mitterrand. |
| IXe         | 23 juin 1988    | 1er avril 1993 | Henry Jean-Baptiste | UDF             | |
| Xe          | 2 avril 1993    | 21 avril 1997  | Henry Jean-Baptiste | UDF             | Mandat écourté à la suite d'une dissolution parlementaire décidée par Jacques Chirac.                                                                          |
| XIe         | 12 juin 1997    | 18 juin 2002   | Henry Jean-Baptiste | UDF             | |
| XIIe        | 19 juin 2002    | 19 juin 2007   | Mansour Kamardine   | UMP             | |
| XIIIe       | 20 juin 2007    | 19 juin 2012   | Abdoulatifou Aly    | MoDem           | |
| XIVe        | 20 juin 2012    | 20 juin 2017   | Boinali Saïd        | DVG             | |
| XVe         | 21 juin 2017    | 21 juin 2022   | Ramlati Ali         | PS              | L'élection est invalidée par le Conseil constitutionnel. Ramlati Ali est réélue le 25 mars 2018.                                                               |
| XVIe        | 22 juin 2022    | 9 juin 2024    | Estelle Youssouffa  | UDI             | Mandat écourté à la suite d'une dissolution parlementaire décidée par Emmanuel Macron.                                                                         |
| XVIIe       | 8 juillet 2024  | En cours       | Estelle Youssouffa  | UDI             | |

## Historique des élections

### Élections de 1977
|                                            | Younoussa Bamana élu | Centriste (MPM) | 14 868 | 100,00 |  |  |  |
|                                            |                      |                 |        |        |  |  |  |
| Inscrits                                   | Inscrits             | Inscrits        | 18 848 | 100,00 |  |  |  |
| Abstentions                                | Abstentions          | Abstentions     | 3 588  | 19,04  |  |  |  |
| Votants                                    | Votants              | Votants         | 15 260 | 80,96  |  |  |  |
| Blancs et nuls                             | Blancs et nuls       | Blancs et nuls  | 392    | 2,57   |  |  |  |
| Exprimés                                   | Exprimés             | Exprimés        | 14 868 | 97,43  |  |  |  |
| Source : Le Monde, édition du 17 mars 1977 |                      |                 |        |        |  |  |  |

### Élections de 1978
|                                | Younoussa Bamana sortant réélu | UDF (CDS)      | 13 829 | 99,22  |  |  |  |
|                                | Ahmed Maoulida                 | Divers droite  | 109    | 0,78   |  |  |  |
|                                |                                |                |        |        |  |  |  |
| Inscrits                       | Inscrits                       | Inscrits       | 18 814 | 100,00 |  |  |  |
| Abstentions                    | Abstentions                    | Abstentions    | 1 498  | 7,96   |  |  |  |
| Votants                        | Votants                        | Votants        | 17 316 | 92,04  |  |  |  |
| Blancs et nuls                 | Blancs et nuls                 | Blancs et nuls | 3 378  | 19,51  |  |  |  |
| Exprimés                       | Exprimés                       | Exprimés       | 13 938 | 80,49  |  |  |  |
| Source : Le Monde diplomatique |                                |                |        |        |  |  |  |

### Élections de 1981
|                       | Jean-François Hory élu     | MRG            | 7 403  | 72,89  |  |  |  |
|                       | Frédéric Gabriel-Sabatier  | RPR            | 1 658  | 16,33  |  |  |  |
|                       | André Alonzo               | PCF            | 596    | 5,87   |  |  |  |
|                       | Ahmed Ben-Ishaka-Mahoulida | Divers gauche  | 344    | 3,39   |  |  |  |
|                       | Mahoura Bacar              | Sans étiquette | 155    | 1,53   |  |  |  |
|                       |                            |                |        |        |  |  |  |
| Inscrits              | Inscrits                   | Inscrits       | 20 548 | 100,00 |  |  |  |
| Abstentions           | Abstentions                | Abstentions    | 10 005 | 48,69  |  |  |  |
| Votants               | Votants                    | Votants        | 10 543 | 51,31  |  |  |  |
| Blancs et nuls        | Blancs et nuls             | Blancs et nuls | 387    | 3,67   |  |  |  |
| Exprimés              | Exprimés                   | Exprimés       | 10 156 | 96,33  |  |  |  |
| Source : Data.gouv.fr |                            |                |        |        |  |  |  |

### Élections de 1986
|                                       | Henry Jean-Baptiste élu | UDF (CDS) (MPM) | 10 506 | 64,74  |  |  |  |
|                                       | Jean-Michel de Cazanove | RPR             | 5 331  | 32,85  |  |  |  |
|                                       | Abdouraquid Djounai     | Extrême gauche  | 286    | 1,76   |  |  |  |
|                                       | André Alonzo            | Divers droite   | 104    | 0,64   |  |  |  |
|                                       |                         |                 |        |        |  |  |  |
| Inscrits                              | Inscrits                | Inscrits        | 20 856 | 100,00 |  |  |  |
| Abstentions                           | Abstentions             | Abstentions     | 4 220  | 20,23  |  |  |  |
| Votants                               | Votants                 | Votants         | 16 636 | 79,77  |  |  |  |
| Blancs et nuls                        | Blancs et nuls          | Blancs et nuls  | 409    | 2,46   |  |  |  |
| Exprimés                              | Exprimés                | Exprimés        | 16 227 | 97,54  |  |  |  |
| Source : Le Monde, 19 mars 1986, p. 8 |                         |                 |        |        |  |  |  |

Le suppléant d'Henry Jean-Baptiste était Zoubert Adinani (1939-2014), huissier de justice, maire de Tsingoni.

### Élections de 1988
|                | Henry Jean-Baptiste sortant réélu | UDF (CDS)      | 8 540  | 58,20  |  |  |  |
|                | Hassane Harouna                   | RPR            | 5 621  | 38,31  |  |  |  |
|                | Hamada Abdourahmane               | FN             | 207    | 1,41   |  |  |  |
|                | Ali Boina                         | Divers droite  | 161    | 1,09   |  |  |  |
|                | Djounaid Abdourraquib dit Démo    | Extrême gauche | 143    | 1,09   |  |  |  |
|                |                                   |                |        |        |  |  |  |
| Inscrits       | Inscrits                          | Inscrits       | 22 479 | 100,00 |  |  |  |
| Abstentions    | Abstentions                       | Abstentions    | 7 692  | 34,22  |  |  |  |
| Votants        | Votants                           | Votants        | 14 787 | 65,78  |  |  |  |
| Blancs et nuls | Blancs et nuls                    | Blancs et nuls | 115    | 0,78   |  |  |  |
| Exprimés       | Exprimés                          | Exprimés       | 14 672 | 99,22  |  |  |  |

### Élections de 1993
|                | Henry Jean-Baptiste sortant réélu | UDF (CDS)      | 11 423 | 52,42  |  |  |  |
|                | Mansour Kamardine                 | RPR            | 9 661  | 44,33  |  |  |  |
|                | Ibrahim Aboubacar                 | PS (ADFP)      | 708    | 3,25   |  |  |  |
|                |                                   |                |        |        |  |  |  |
| Inscrits       | Inscrits                          | Inscrits       | 29 192 | 100,00 |  |  |  |
| Abstentions    | Abstentions                       | Abstentions    | 7 277  | 24,93  |  |  |  |
| Votants        | Votants                           | Votants        | 21 915 | 75,07  |  |  |  |
| Blancs et nuls | Blancs et nuls                    | Blancs et nuls | 123    | 0,56   |  |  |  |
| Exprimés       | Exprimés                          | Exprimés       | 21 792 | 99,44  |  |  |  |

### Élections de 1997
| Candidat       | Candidat                          | Parti          | Premier tour | Premier tour | Second tour | Second tour |  |
| Candidat       | Candidat                          | Parti          | Voix         | %            | Voix        | %           |  |
| -------------- | --------------------------------- | -------------- | ------------ | ------------ | ----------- | ----------- |  |
|                | Henry Jean-Baptiste sortant réélu | UDF (FD)       | 12 214       | 46,7         | 14 246      | 51,67       |  |
|                | Mansour Kamardine                 | RPR            | 11 354       | 43,41        | 13 324      | 48,33       |  |
|                | Madi Ahamed                       | Divers droite  | 1 118        | 4,27         |             |             |  |
|                | Ibrahim Aboubacar                 | PS             | 1 040        | 3,98         |             |             |  |
|                | Abdourraquib Djounaid             | Divers         | 148          | 0,57         |             |             |  |
|                | Halifa Said                       | FN             | 141          | 0,54         |             |             |  |
|                | Ahamada Salime                    | Les Verts      | 138          | 0,53         |             |             |  |
|                |                                   |                |              |              |             |             |  |
| Inscrits       | Inscrits                          | Inscrits       | 37 365       | 100,00       | 37 407      | 100,00      |  |
| Abstentions    | Abstentions                       | Abstentions    | 11 062       | 29,61        | 9 625       | 25,73       |  |
| Votants        | Votants                           | Votants        | 26 303       | 70,39        | 27 782      | 74,27       |  |
| Blancs et nuls | Blancs et nuls                    | Blancs et nuls | 150          | 0,57         | 212         | 0,76        |  |
| Exprimés       | Exprimés                          | Exprimés       | 26 153       | 99,43        | 27 570      | 99,24       |  |

La suppléante de Henry Jean-Baptiste était Sophia Hafidhou, infirmière diplômée d'État.

### Élections de 2002
| Candidat       | Candidat              | Parti             | Premier tour | Premier tour | Second tour | Second tour |  |
| Candidat       | Candidat              | Parti             | Voix         | %            | Voix        | %           |  |
| -------------- | --------------------- | ----------------- | ------------ | ------------ | ----------- | ----------- |  |
|                | Mansour Kamardine élu | UMP               | 9 671        | 33,22        | 17 001      | 54,61       |  |
|                | Vita Siadi            | UDF               | 8 379        | 28,78        | 14 133      | 45,39       |  |
|                | Ahamed Madi           | UDF               | 3 418        | 11,74        |             |             |  |
|                | Aboubacar Ibrahim     | PS                | 3 257        | 11,19        |             |             |  |
|                | Ali Boto Bacar        | Pôle républicain  | 1 449        | 4,98         |             |             |  |
|                | Said Ahamadi          | Divers gauche     | 780          | 2,68         |             |             |  |
|                | Soraya Abdourrahamane | Divers gauche     | 426          | 1,46         |             |             |  |
|                | Ahamada Salime        | Les Verts         | 369          | 1,27         |             |             |  |
|                | Binali Nidhoimi       | Divers gauche     | 273          | 0,94         |             |             |  |
|                | Hamada Ousseni        | FN                | 221          | 0,76         |             |             |  |
|                | Abdouldjabar Salim    | RPR               | 174          | 0,6          |             |             |  |
|                | Halifa Said           | Extrême droite    | 167          | 0,57         |             |             |  |
|                | Dani Salim            | Divers gauche     | 166          | 0,57         |             |             |  |
|                | Saïd Ahamada          | Divers droite     | 157          | 0,54         |             |             |  |
|                | Darkaoui Allaoui      | Divers écologiste | 127          | 0,44         |             |             |  |
|                | Jean-Étienne Normand  | MNR               | 77           | 0,26         |             |             |  |
|                |                       |                   |              |              |             |             |  |
| Inscrits       | Inscrits              | Inscrits          | 52 300       | 100,00       | 52 341      | 100,00      |  |
| Abstentions    | Abstentions           | Abstentions       | 22 693       | 43,39        | 20 405      | 38,98       |  |
| Votants        | Votants               | Votants           | 29 607       | 56,61        | 31 936      | 61,02       |  |
| Blancs et nuls | Blancs et nuls        | Blancs et nuls    | 496          | 1,68         | 802         | 2,51        |  |
| Exprimés       | Exprimés              | Exprimés          | 29 111       | 98,32        | 31 134      | 97,49       |  |

Le suppléant de Mansour Kamardine était Inzoudine M'Kadara.

### Élections de 2007
| Candidat       | Candidat                   | Parti             | Premier tour | Premier tour | Second tour | Second tour |  |
| Candidat       | Candidat                   | Parti             | Voix         | %            | Voix        | %           |  |
| -------------- | -------------------------- | ----------------- | ------------ | ------------ | ----------- | ----------- |  |
|                | Mansour Kamardine sortant  | UMP               | 8 468        | 27,92        | 14 590      | 43,71       |  |
|                | Abdoulatifou Aly élu       | MDM               | 6 489        | 21,39        | 18 789      | 56,29       |  |
|                | Zainadini Daroussi         | MoDem             | 2 628        | 8,66         |             |             |  |
|                | Bacar Ali Boto             | Divers gauche     | 2 533        | 8,35         |             |             |  |
|                | Hamada Ali Hadhuri         | PS                | 2 180        | 7,19         |             |             |  |
|                | Said Raos - Ahamadi        | Divers gauche     | 2 045        | 6,74         |             |             |  |
|                | Ben Youssouf Chihabouddine | Divers gauche     | 1 989        | 6,56         |             |             |  |
|                | Ahamed Attoumani Douchina  | Divers droite     | 1 237        | 4,08         |             |             |  |
|                | Kamal Ibrahim              | Divers droite     | 710          | 2,34         |             |             |  |
|                | Abdou Miradji              | Divers            | 622          | 2,05         |             |             |  |
|                | Toumbou Maurice            | UDF–MoDem         | 422          | 1,39         |             |             |  |
|                | Elmamouni Mohamed Nassur   | Divers            | 288          | 0,95         |             |             |  |
|                | Ahamada Salime             | Divers écologiste | 205          | 0,68         |             |             |  |
|                | Hamada Ousseni             | FN                | 200          | 0,66         |             |             |  |
|                | Halifa Said                | Divers            | 192          | 0,63         |             |             |  |
|                | Abdouldjabar Salim         | Divers            | 122          | 0,4          |             |             |  |
|                |                            |                   |              |              |             |             |  |
| Inscrits       | Inscrits                   | Inscrits          | 64 775       | 100,00       | 64 666      | 100,00      |  |
| Abstentions    | Abstentions                | Abstentions       | 32 978       | 50,91        | 30 019      | 46,42       |  |
| Votants        | Votants                    | Votants           | 31 797       | 49,09        | 34 647      | 53,58       |  |
| Blancs et nuls | Blancs et nuls             | Blancs et nuls    | 1 467        | 4,61         | 1 268       | 3,66        |  |
| Exprimés       | Exprimés                   | Exprimés          | 30 330       | 95,39        | 33 379      | 96,34       |  |

### Élection de 2012
Député sortant : Abdoulatifou Aly (MoDem)
| Candidat       | Candidat              | Parti          | Premier tour | Premier tour | Second tour | Second tour |
| Candidat       | Candidat              | Parti          | Voix         | %            | Voix        | %           |
| -------------- | --------------------- | -------------- | ------------ | ------------ | ----------- | ----------- |
|                | Saïd Omar Oili        | NEMA           | 3 337        | 21,50        | 6 707       | 40,99       |
|                | Boinali Saïd Toumbou  | DVG            | 2 957        | 19,09        | 9 653       | 59,01       |
|                | Ali Mohamed Ben Ali   | MDM            | 2 568        | 16,58        |             |             |
|                | Mouhamadi Soumaila    | UMP            | 2 264        | 14,62        |             |             |
|                | Ramlati Ali           | PS             | 1 236        | 7,98         |             |             |
|                | Bacar Ali Boto        | Alliance       | 1 008        | 6,51         |             |             |
|                | Saïd Ahamadi « Raos » | PSM            | 581          | 3,75         |             |             |
|                | Bacar Haladi          | DVG            | 340          | 2,20         |             |             |
|                | Eugène Félix          | PR             | 276          | 1,78         |             |             |
|                | Franck Madjid         | UMP diss.      | 195          | 1,26         |             |             |
|                | Lucinda Carvalho      | FN             | 190          | 1,23         |             |             |
|                | Saïd Ahamada          | EELV           | 166          | 1,07         |             |             |
|                | Toiha Minihaji        | DVG            | 153          | 0,99         |             |             |
|                | Abdoulatifou Aly*     | MoDem          | 127          | 0,82         |             |             |
|                | Mohamed Brahime       | DVD            | 88           | 0,57         |             |             |
|                |                       |                |              |              |             |             |
| Inscrits       | Inscrits              | Inscrits       | 35 586       | 100,00       | 35 601      | 100,00      |
| Abstentions    | Abstentions           | Abstentions    | 19 297       | 54,23        | 18 501      | 51,97       |
| Votants        | Votants               | Votants        | 16 289       | 45,77        | 17 100      | 48,03       |
| Blancs et nuls | Blancs et nuls        | Blancs et nuls | 803          | 4,93         | 740         | 4,33        |
| Exprimés       | Exprimés              | Exprimés       | 15 486       | 95,07        | 16 360      | 95,67       |

### Élection de 2017
Député sortant : Boinali Saïd (DVG)
|                                                                         |                                                          |                           |                           |                          |                          |
|                                                                         |                                                          | Premier tour 11 juin 2017 | Premier tour 11 juin 2017 | Second tour 18 juin 2017 | Second tour 18 juin 2017 |
|                                                                         |                                                          |                           |                           |                          |                          |
|                                                                         |                                                          | Nombre                    | % des inscrits            | Nombre                   | % des inscrits           |
| Inscrits                                                                | Inscrits                                                 | 37 997                    | 100,00                    | 37 908                   | 100,00                   |
| Abstentions                                                             | Abstentions                                              | 21 930                    | 57,72                     | 20 634                   | 54,43                    |
| Votants                                                                 | Votants                                                  | 16 067                    | 42,28                     | 17 274                   | 45,57                    |
|                                                                         |                                                          |                           | % des votants             |                          | % des votants            |
| Bulletins blancs                                                        | Bulletins blancs                                         | 642                       | 4,00                      | 613                      | 3,55                     |
| Bulletins nuls                                                          | Bulletins nuls                                           | 1 197                     | 7,45                      | 741                      | 4,29                     |
| Suffrages exprimés                                                      | Suffrages exprimés                                       | 14 228                    | 88,55                     | 15 920                   | 92,16                    |
|                                                                         |                                                          |                           |                           |                          |                          |
| Candidat Étiquette politique (partis et alliances)                      | Candidat Étiquette politique (partis et alliances)       | Voix                      | % des exprimés            | Voix                     | % des exprimés           |
|                                                                         |                                                          |                           |                           |                          |                          |
|                                                                         | Ramlati Ali Parti socialiste                             | 2 396                     | 16,84                     | 7 992                    | 50,17                    |
|                                                                         | Elad Chakrina Les Républicains                           | 2 384                     | 16,76                     | 7 938                    | 49.83                    |
|                                                                         | Bacar Ali Boto Divers gauche                             | 2 223                     | 15,62                     |                          |                          |
|                                                                         | Daniel Zaïdani Divers droite                             | 1 906                     | 13,40                     |                          |                          |
|                                                                         | Youssouf Chihabouddine Divers gauche                     | 944                       | 6,63                      |                          |                          |
|                                                                         | Yahaya Moutuidine Divers                                 | 803                       | 5,64                      |                          |                          |
|                                                                         | Kamel Messaoudi Divers                                   | 723                       | 5,08                      |                          |                          |
|                                                                         | Bacar Haladi Parti radical de gauche                     | 651                       | 4,58                      |                          |                          |
|                                                                         | Saïd Ahamadi Divers gauche                               | 573                       | 4,03                      |                          |                          |
|                                                                         | Soihibou Ali-Mansoib Front national                      | 438                       | 3,08                      |                          |                          |
|                                                                         | Boinali Saïd (député sortant) Divers gauche              | 371                       | 2,61                      |                          |                          |
|                                                                         | Christine Raharijaona La France insoumise                | 282                       | 1,98                      |                          |                          |
|                                                                         | Boina Dinouraini Divers                                  | 264                       | 1,86                      |                          |                          |
|                                                                         | Saïd Ahamadi Salim Divers                                | 174                       | 1,22                      |                          |                          |
|                                                                         | Catherine Bihannic Divers (Union populaire républicaine) | 96                        | 0,67                      |                          |                          |
| Source : Ministère de l'Intérieur - Première circonscription de Mayotte |                                                          |                           |                           |                          |                          |

### Élection partielle de 2018
Le Conseil constitutionnel constate que lors du second tour de l'élection législative de 2017 :
- dans les communes de Mamoudzou, Acoua, Dzaoudzi, Brandaboua et Mtsamboro, le nombre de signatures sur les listes d'émargement était inférieur au nombre de bulletins de vote trouvés dans l'urne ;
- dans la commune de Dzaoudzi, un bulletin a été retiré de l'urne au hasard après un vote irrégulier ;
- Ramlati Ali a poursuivi sa campagne électorale sur Internet le jour même du second tour ;
- dans la commune de Brandaboua, des procurations litigieuses ont été établies par un gendarme lors des deux tours de l'élection (une information judiciaire a été ouverte à ce propos).

En conséquence, vu le faible écart de voix (54) entre les deux candidats du second tour, le Conseil constitutionnel décide d'annuler l'élection dans cette circonscription sans examiner les autres griefs.
Le 14 février 2018, après une nuit en garde à vue, le parquet de Mamoudzou a annoncé la mise en examen de Ramlati Ali pour fraude électorale.
L'élection partielle s'est déroulée les 18 et 25 mars 2018, en pleine grève générale.
| |  |                                                                           |
| Résultats du premier tour par commune en 2017 - Ali (PS) - Chakrina (LR) - Ali Boto (DVG) - Zaïdani (DVD) - Ahamadi (DVG) |  | Résultats du premier tour par commune en 2018 - Ali (DVG) - Chakrina (LR) |

| Candidat                                                                                | Candidat              | Parti       | Premier tour | Premier tour | Premier tour | Second tour | Second tour | Second tour |
| Candidat                                                                                | Candidat              | Parti       | Voix         | %            | +/- 2017     | Voix        | %           | +/- 2017    |
| --------------------------------------------------------------------------------------- | --------------------- | ----------- | ------------ | ------------ | ------------ | ----------- | ----------- | ----------- |
|                                                                                         | Ramlati Ali*          | DVG         | 3 875        | 36,15        | 19,17        | 8 246       | 54.77%      | +4.60%      |
|                                                                                         | Elad Chakrina         | LR          | 3 493        | 32,59        | 15,83        | 6 810       | 45.23%      | -4.60%      |
|                                                                                         | Bacar Ali Boto        | DVG         | 1 338        | 12,48        | 3,14         |             |             |             |
|                                                                                         | Daniel Zaïdani        | MDM         | 1 305        | 12,17        | 1,23         |             |             |             |
|                                                                                         | Abdullah Big Mikidadi | FI          | 280          | 2,61         | 0,63         |             |             |             |
|                                                                                         | Alexandre Alçuyet     | UPR         | 189          | 1,76         | 1,09         |             |             |             |
|                                                                                         | Bacar Mouta           | DVG         | 178          | 1,66         | Nouv         |             |             |             |
|                                                                                         | Boina Dinouraini      | SE          | 61           | 0,57         | 1,29         |             |             |             |
|                                                                                         |                       |             |              |              |              |             |             |             |
| Inscrits                                                                                | Inscrits              | Inscrits    | 38 840       | 100,00       |              | 38 768      | 100,00      |             |
| Abstentions                                                                             | Abstentions           | Abstentions | 26 999       | 69,51        | 22 733       | 58,64       |             |             |
| Votants                                                                                 | Votants               | Votants     | 11 841       | 30,49        | 16 035       | 41,36       |             |             |
| Blancs                                                                                  | Blancs                | Blancs      | 460          | 3,88         | 381          | 2,38        |             |             |
| Nuls                                                                                    | Nuls                  | Nuls        | 662          | 5,59         | 598          | 3,73        |             |             |
| Exprimés                                                                                | Exprimés              | Exprimés    | 10 719       | 90,52        | 15 056       | 93,89       |             |             |
| * députée sortante Source : Préfecture de Mayotte - Élection législative partielle 2018 |                       |             |              |              |              |             |             |             |

### Élections de 2022
| Résultats des élections législatives des 12 et 19 juin 2022 de la 1re circonscription de Mayotte |                          |                          |                          |              |              |             |             |
| Candidat                                                                                         | Candidat                 | Parti                    | Nuance                   | Premier tour | Premier tour | Second tour | Second tour |
| Candidat                                                                                         | Candidat                 | Parti                    | Nuance                   | Voix         | %            | Voix        | %           |
|                                                                                                  | Estelle Youssouffa       | SE                       | DIV                      | 3 471        | 21,04        | 12 180      | 66,58       |
|                                                                                                  | Théophane Narayanin      | SE                       | DIV                      | 2 920        | 17,70        | 6 115       | 33,42       |
|                                                                                                  | Ahamadi Boura            | SE                       | DVG                      | 2 596        | 15,74        |             |             |
|                                                                                                  | Issihaka Abdillah        | LR (UDC)                 | LR                       | 2 398        | 14,54        |             |             |
|                                                                                                  | Yasmina Aouny            | MDM (NUPES)              | DVG                      | 1 409        | 8,54         |             |             |
|                                                                                                  | Mohamed Moindjié         | LREM diss.               | DVC                      | 1 194        | 7,24         |             |             |
|                                                                                                  | Ramlati Ali              | LREM (ENS)               | ENS                      | 1 194        | 7,24         |             |             |
|                                                                                                  | Elad Chakrina            | PSM                      | DVD                      | 1 178        | 7,14         |             |             |
|                                                                                                  | Ismaila Djaza            | SE                       | DIV                      | 124          | 0,75         |             |             |
|                                                                                                  | Antoine Autran           | EPL                      | DIV                      | 12           | 0,07         |             |             |
| Votes valides                                                                                    | Votes valides            | Votes valides            | Votes valides            | 16 496       | 93,58        | 18 295      | 93,98       |
| Votes blancs                                                                                     | Votes blancs             | Votes blancs             | Votes blancs             | 493          | 2,80         | 505         | 2,59        |
| Votes nuls                                                                                       | Votes nuls               | Votes nuls               | Votes nuls               | 638          | 3,62         | 666         | 3,42        |
| Total                                                                                            | Total                    | Total                    | Total                    | 17 627       | 100          | 19 466      | 100         |
| Abstention                                                                                       | Abstention               | Abstention               | Abstention               | 25 207       | 58,85        | 23 400      | 54,59       |
| Inscrits / participation                                                                         | Inscrits / participation | Inscrits / participation | Inscrits / participation | 42 834       | 41,15        | 42 866      | 45,41       |

### Élections de 2024
|                          | Estelle Youssouffa       | UDI                      | DVD                      | 13 640 | 79,48 |  |  |
|                          | Kambi Said Said          | SE                       | DVD                      | 2 513  | 14,64 |  |  |
|                          | Mikhaël Saify            | LO                       | EXG                      | 684    | 3,99  |  |  |
|                          | Aurélia Maillard         | REC                      | REC                      | 325    | 1,89  |  |  |
|                          |                          |                          |                          |        |       |  |  |
| Suffrages exprimés       | Suffrages exprimés       | Suffrages exprimés       | Suffrages exprimés       | 17 162 | 94,70 |  |  |
| Votes blancs             | Votes blancs             | Votes blancs             | Votes blancs             | 417    | 2,30  |  |  |
| Votes nuls               | Votes nuls               | Votes nuls               | Votes nuls               | 543    | 3,00  |  |  |
| Total                    | Total                    | Total                    | Total                    | 18 122 | 100   |  |  |
| Abstention               | Abstention               | Abstention               | Abstention               | 27 538 | 60,31 |  |  |
| Inscrits / participation | Inscrits / participation | Inscrits / participation | Inscrits / participation | 45 660 | 39,69 |  |  |

#### Département de Mayotte
- Les chiffres de l'INSEE sur Mayotte : « statistiques sur les principaux thèmes concernant Mayotte », sur insee.fr, site de l'Institut national de la statistique et des études économiques (consulté le 10 juin 2007)

- « Tous les députés du département de Mayotte depuis 1789 », sur assemblee-nationale.fr, site de l'Assemblée nationale française (consulté le 10 juin 2007)

- « Informations contentieuses sur le département de Mayotte (Élections législatives de 2002) »(Archive.org • Wikiwix • Archive.is • Google • Que faire ?), sur conseil-constitutionnel.fr, site du Conseil constitutionnel (consulté le 13 juin 2007)

#### Circonscriptions en France
- « Carte des circonscriptions législatives en France », sur assemblee-nationale.fr, site de l'Assemblée nationale française (consulté le 20 juin 2007)

- « Résultats électoraux officiels en France »(Archive.org • Wikiwix • Archive.is • Google • Que faire ?), sur interieur.gouv.fr, site du ministère de l'Intérieur (France) (consulté le 13 juin 2007)

- Description et Atlas des circonscriptions électorales de France sur Atlaspol, site de cartographie géopolitique, consulté le 13 juin 2007.

- Ordonnance n° 2009-935